# Agelena cymbiforma
Agelena cymbiforma es una especie de araña del género Agelena, familia Agelenidae. Fue descrita científicamente por Wang en 1991.